# Obraz Niepokalanej Matki Bożej w Strzyżowie
Obraz Niepokalanej Matki Bożej w Strzyżowie – obraz Najświętszej Maryi Panny znajdujący się w kolegiacie Niepokalanego Poczęcia Najświętszej Maryi Panny i Bożego Ciała w Strzyżowie.
Kult maryjny w Strzyżowie datuje się od XIII wieku za sprawą zakonu cystersów. Pierwsze obrazy Pani Strzyżowskiej pochodzą z drugiej połowy XVII wieku i wiążą się z ołtarzami Zwiastowania i Niepokalanego Poczęcia NMP. W 1657 roku zostały spalone w wyniku najazdu Jerzego Rakoczego. Po potopie szwedzkim odbudowę kultu poprzez ufundowanie nowego ołtarza Matki Bożej Niepokalanego Poczęcia zorganizował wojewoda krakowski, Jan Wielopolski. W 1704 roku komisja pod przewodnictwem biskupa Kazimierza Łubieńskiego stwierdziła cudowność obrazu po zbadaniu licznych fenomenów uzdrowień. Według miejscowej tradycji szczególnym kultem i czcią otaczali obraz konfederaci barscy. W ciągu wieku XIX kult obrazu NMP podupadł w wyniku działania polityki austriackiej.  Odrodzenie nastąpiło na początku XX wieku dzięki staraniom miejscowych kanoników oraz biskupa Józefa Sebastiana Pelczara. W połowie XX wieku renowację obrazu przeprowadziło Muzeum Diecezjalne w Przemyślu pod kierownictwem Władysława Luteckiego.